# A Contagious Disease
A Contagious Disease è un cortometraggio muto del 1911 diretto da Frank Wilson.

## Trama
Un barbone analfabeta ruba a un nuotatore i vestiti lasciati incustoditi che però mostrano un'etichetta con su scritto lebbroso.

## Produzione
Il film fu prodotto dalla Hepworth.

## Distribuzione
Distribuito dalla Hepworth, il film - un cortometraggio di 122 metri - uscì nelle sale cinematografiche britanniche nel novembre 1911.
Si conoscono pochi dati del film che, prodotto dalla Hepworth, fu distrutto nel 1924 dallo stesso produttore, Cecil M. Hepworth. Fallito, in gravissime difficoltà finanziarie, il produttore pensò in questo modo di poter almeno recuperare il nitrato d'argento della pellicola.